# Světový pohár ve skocích na lyžích 2016/2017
Světový pohár ve skocích na lyžích 2016/17 je 38. ročníkem závodů nejvyšší úrovně ve skocích na lyžích. Jeho mužská část byla zahájena 26. listopadu 2016 ve finské Ruce a poslední závod je naplánován na 26. března 2017 ve slovinské Planici. Ženská část začala 2. prosince 2016 v norském Lillehammeru a ukončena bude 10. března 2017 v Oslo. Vítězství z ročníku 2015/16 obhajovali Peter Prevc a Sara Takanašiová.

## Kalendář

### Muži
| Datum konání                                                              | Místo konání                             | Můstek                                   | Vítěz                                                                       | Druhé místo                                                                  | Třetí místo                                                                 | Česká účast                                                                                            | Zdroj  |
| ------------------------------------------------------------------------- | ---------------------------------------- | ---------------------------------------- | --------------------------------------------------------------------------- | ---------------------------------------------------------------------------- | --------------------------------------------------------------------------- | --- | ------ |
| 25. listopadu 2016                                                        | Ruka                                     | HS142 jednotlivci                        | Domen Prevc                                                                 | Severin Freund                                                               | Peter Prevc                                                                 | 29. Roman Koudelka 30. Vojtěch Štursa 31. Lukáš Hlava 35. Tomáš Vančura                                | [ 1 ]  |
| 26. listopadu 2016                                                        | Ruka                                     | HS142 jednotlivci                        | Severin Freund                                                              | Daniel-André Tande                                                           | Manuel Fettner                                                              | 17. Roman Koudelka 27. Lukáš Hlava 45. Vojtěch Štursa 47. Jan Matura                                   | [ 2 ]  |
| 3. prosince 2016                                                          | Klingenthal                              | HS140 družstva                           | Polsko Piotr Żyła Kamil Stoch Dawid Kubacki Maciej Kot                      | Německo Markus Eisenbichler Andreas Wellinger Richard Freitag Severin Freund | Rakousko Michael Hayböck Stefan Kraft Andreas Kofler Manuel Fettner         | 6. Česko Vojtěch Štursa Tomáš Vančura Lukáš Hlava Roman Koudelka                                       | [ 3 ]  |
| 4. prosince 2016                                                          | Klingenthal                              | HS140 jednotlivci                        | Domen Prevc                                                                 | Daniel-André Tande                                                           | Stefan Kraft                                                                | 24. Jakub Janda 28. Vojtěch Štursa 36. Roman Koudelka 39. Lukáš Hlava 42. Tomáš Vančura                | [ 4 ]  |
| 10. prosince 2016                                                         | Nižnij Tagil                             | HS134 jednotlivci                        | Přesunuto do Lillehammeru                                                   | Přesunuto do Lillehammeru                                                    | Přesunuto do Lillehammeru                                                   | Přesunuto do Lillehammeru                                                                              | [ 5 ]  |
| 11. prosince 2016                                                         | Nižnij Tagil                             | HS134 jednotlivci                        | Přesunuto do Lillehammeru                                                   | Přesunuto do Lillehammeru                                                    | Přesunuto do Lillehammeru                                                   | Přesunuto do Lillehammeru                                                                              | [ 5 ]  |
| 10. prosince 2016                                                         | Lillehammer                              | HS138 jednotlivci                        | Domen Prevc                                                                 | Daniel-André Tande                                                           | Stefan Kraft                                                                | 10. Vojtěch Štursa 20. Jakub Janda 26. Lukáš Hlava 29. Tomáš Vančura 35. Roman Koudelka                | [ 6 ]  |
| 11. prosince 2016                                                         | Lillehammer                              | HS138 jednotlivci                        | Kamil Stoch                                                                 | Maciej Kot                                                                   | Markus Eisenbichler                                                         | 27. Roman Koudelka 28. Jakub Janda 29. Lukáš Hlava 36. Tomáš Vančura 39. Vojtěch Štursa                | [ 7 ]  |
| 17. prosince 2016                                                         | Engelberg                                | HS140 jednotlivci                        | Michael Hayböck                                                             | Domen Prevc                                                                  | Andreas Kofler                                                              | 17. Vojtěch Štursa 37. Lukáš Hlava 44. Jakub Janda 46. Jan Matura 50. Tomáš Vančura                    | [ 8 ]  |
| 18. prosince 2016                                                         | Engelberg                                | HS140 jednotlivci                        | Domen Prevc                                                                 | Kamil Stoch                                                                  | Stefan Kraft                                                                | 8. Vojtěch Štursa 31. Jakub Janda 31. Jan Matura 34. Lukáš Hlava 39. Roman Koudelka 48. Tomáš Vančura  | [ 9 ]  |
|                                                                           |                                          |                                          |                                                                             |                                                                              |                                                                             | |        |
| 30. prosince 2016                                                         | Oberstdorf                               | HS137 jednotlivci                        | Stefan Kraft                                                                | Kamil Stoch                                                                  | Michael Hayböck                                                             | 20. Vojtěch Štursa 24. Jakub Janda 37. Roman Koudelka                                                  | [ 10 ] |
| 1. ledna 2017                                                             | Garmisch-Partenkirchen                   | HS140 jednotlivci                        | Daniel-André Tande                                                          | Kamil Stoch                                                                  | Stefan Kraft                                                                | 17. Roman Koudelka 19. Jakub Janda 34. Vojtěch Štursa 39. Lukáš Hlava                                  | [ 11 ] |
| 4. ledna 2017                                                             | Innsbruck                                | HS130 jednotlivci                        | Daniel-André Tande                                                          | Robert Johansson                                                             | Jevgenij Klimov                                                             | 16. Lukáš Hlava 20. Jakub Janda 26. Roman Koudelka                                                     | [ 12 ] |
| 6. ledna 2017                                                             | Bischofshofen                            | HS140 jednotlivci                        | Kamil Stoch                                                                 | Michael Hayböck                                                              | Piotr Żyła                                                                  | 17. Jakub Janda 32. Roman Koudelka 33. Vojtěch Štursa 43. Lukáš Hlava 45. Tomáš Vančura 46. Jan Matura | [ 13 ] |
| 65. Turné čtyř můstků — celkové výsledky                                  | 65. Turné čtyř můstků — celkové výsledky | 65. Turné čtyř můstků — celkové výsledky | Kamil Stoch                                                                 | Piotr Żyła                                                                   | Daniel-André Tande                                                          | 16. Jakub Janda 30. Roman Koudelka 38. Vojtěch Štursa 42. Lukáš Hlava 62. Tomáš Vančura 63. Jan Matura | [ 14 ] |
|                                                                           |                                          |                                          |                                                                             |                                                                              |                                                                             | |        |
| 14. ledna 2017                                                            | Wisła                                    | HS134 jednotlivci                        | Kamil Stoch                                                                 | Stefan Kraft                                                                 | Andreas Wellinger                                                           | 13. Roman Koudelka 27. Jakub Janda 30. Vojtěch Štursa                                                  | [ 15 ] |
| 15. ledna 2017                                                            | Wisła                                    | HS134 jednotlivci                        | Kamil Stoch                                                                 | Daniel-André Tande                                                           | Domen Prevc                                                                 | 26. Viktor Polášek 32. Jakub Janda 37. Roman Koudelka                                                  | [ 16 ] |
| 21. ledna 2017                                                            | Zakopané                                 | HS134 družstva                           | Německo Markus Eisenbichler Andreas Wellinger Stephan Leyhe Richard Freitag | Polsko Piotr Żyła Maciej Kot Dawid Kubacki Kamil Stoch                       | Slovinsko Jurij Tepeš Peter Prevc Jernej Damjan Domen Prevc                 | 6. Česko Viktor Polášek Jan Matura Roman Koudelka Jakub Janda                                          | [ 17 ] |
| 22. ledna 2017                                                            | Zakopané                                 | HS134 jednotlivci                        | Kamil Stoch                                                                 | Andreas Wellinger                                                            | Richard Freitag                                                             | 15. Roman Koudelka 18. Viktor Polášek 25. Jakub Janda 43. Jan Matura                                   | [ 18 ] |
| 28. ledna 2017                                                            | Willingen                                | HS145 družstva                           | Polsko Piotr Żyła Dawid Kubacki Maciej Kot Kamil Stoch                      | Rakousko Michael Hayböck Manuel Fettner Gregor Schlierenzauer Stefan Kraft   | Německo Markus Eisenbichler Stephan Leyhe Andreas Wellinger Richard Freitag | 9. Česko Lukáš Hlava Vojtěch Štursa Jan Matura Roman Koudelka                                          | [ 19 ] |
| 29. ledna 2017                                                            | Willingen                                | HS145 jednotlivci                        | Andreas Wellinger                                                           | Stefan Kraft                                                                 | Manuel Fettner                                                              | 31. Jakub Janda 35. Roman Koudelka 41. Lukáš Hlava 48. Jan Matura 49.Vojtěch Štursa                    | [ 20 ] |
| 4. února 2017                                                             | Oberstdorf                               | HS225 lety jednotlivci                   | Stefan Kraft                                                                | Andreas Wellinger                                                            | Kamil Stoch                                                                 | 25. Tomáš Vančura 38. Jan Matura                                                                       | [ 21 ] |
| 5. února 2017                                                             | Oberstdorf                               | HS225 lety jednotlivci                   | Stefan Kraft                                                                | Andreas Wellinger                                                            | Jurij Tepeš                                                                 | 21. Tomáš Vančura 37. Jan Matura                                                                       | [ 22 ] |
| 11. února 2017                                                            | Sapporo                                  | HS134 jednotlivci                        | Maciej Kot Peter Prevc                                                      |                                                                              | Stefan Kraft                                                                | 5. Roman Koudelka 37. Jakub Janda 48. Lukáš Hlava                                                      | [ 23 ] |
| 12. února 2017                                                            | Sapporo                                  | HS134 jednotlivci                        | Kamil Stoch                                                                 | Andreas Wellinger                                                            | Stefan Kraft                                                                | 30. Jakub Janda 36. Roman Koudelka 43. Tomáš Vančura 45. Lukáš Hlava                                   | [ 24 ] |
| 15. února 2017                                                            | Pchjongčchang                            | HS140 jednotlivci                        | Stefan Kraft                                                                | Andreas Wellinger                                                            | Kamil Stoch                                                                 | 29. Roman Koudelka 32. Jakub Janda 35. Tomáš Vančura 50. Lukáš Hlava                                   | [ 25 ] |
| 16. února 2017                                                            | Pchjongčchang                            | HS140 jednotlivci                        | Maciej Kot                                                                  | Stefan Kraft                                                                 | Andreas Wellinger                                                           | 11. Roman Koudelka 29. Jakub Janda 49. Lukáš Hlava                                                     | [ 26 ] |
|                                                                           |                                          |                                          |                                                                             |                                                                              |                                                                             | |        |
| Mistrovství světa v klasickém lyžování 2017 Lahti (22. února — 5. března) |                                          |                                          |                                                                             |                                                                              |                                                                             | |        |
|                                                                           |                                          |                                          |                                                                             |                                                                              |                                                                             | |        |
| 11. března 2017                                                           | Oslo                                     | HS134 družstva                           |                                                                             |                                                                              |                                                                             | |        |
| 12. března 2017                                                           | Oslo                                     | HS134 jednotlivci                        |                                                                             |                                                                              |                                                                             | |        |
| 14. března 2017                                                           | Lillehammer                              | HS138 jednotlivci                        |                                                                             |                                                                              |                                                                             | |        |
| 16. března 2017                                                           | Trondheim                                | HS140 jednotlivci                        |                                                                             |                                                                              |                                                                             | |        |
| 18. března 2017                                                           | Vikersund                                | HS225 lety družstva                      |                                                                             |                                                                              |                                                                             | |        |
| 19. března 2017                                                           | Vikersund                                | HS225 lety jednotlivci                   |                                                                             |                                                                              |                                                                             | |        |
| Raw Air 2017 — celkové výsledky                                           |                                          |                                          |                                                                             |                                                                              |                                                                             | |        |
|                                                                           |                                          |                                          |                                                                             |                                                                              |                                                                             | |        |
| 14. března 2017                                                           | Planica                                  | HS225 lety jednotlivci                   |                                                                             |                                                                              |                                                                             | |        |
| 15. března 2017                                                           | Planica                                  | HS225 lety družstva                      |                                                                             |                                                                              |                                                                             | |        |
| 16. března 2017                                                           | Planica                                  | HS225 lety jednotlivci                   |                                                                             |                                                                              |                                                                             | |        |

### Ženy
| Datum konání                                                              | Místo konání  | Můstek | Vítězka              | Druhé místo                 | Třetí místo                   | Česká účast                              | Zdroj  |
| ------------------------------------------------------------------------- | ------------- | ------ | -------------------- | --------------------------- | ----------------------------- | ---------------------------------------- | ------ |
| 2. prosince 2016                                                          | Lillehammer   | HS100  | Sara Takanašiová     | Júki Itóová                 | Anna Rupprechtová             | Češky nepostoupily z kvalifikace         | [ 27 ] |
| 3. prosince 2016                                                          | Lillehammer   | HS100  | Sara Takanašiová     | Júki Itóová                 | Jacqueline Seifriedsbergerová | 39. Barbora Blažková                     | [ 28 ] |
| 10. prosince 2016                                                         | Nižnij Tagil  | HS100  | Maren Lundbyová      | Daniela Iraschková-Stolzová | Sara Takanašiová              | 34. Barbora Blažková                     | [ 29 ] |
| 11. prosince 2016                                                         | Nižnij Tagil  | HS100  | Sara Takanašiová     | Daniela Iraschková-Stolzová | Jacqueline Seifriedsbergerová | 39. Barbora Blažková 40. Zdeňka Pešátová | [ 30 ] |
| 7. ledna 2017                                                             | Oberstdorf    | HS137  | Sara Takanašiová     | Irina Avakumovová           | Júki Itóová                   | 39. Barbora Blažková                     | [ 31 ] |
| 8. ledna 2017                                                             | Oberstdorf    | HS137  | Sara Takanašiová     | Ema Klinecová               | Irina Avakumovová             | 23. Barbora Blažková                     | [ 32 ] |
| 14. ledna 2017                                                            | Sapporo       | HS100  | Júki Itóová          | Sara Takanašiová            | Maren Lundbyová               | 36. Barbora Blažková                     | [ 33 ] |
| 15. ledna 2017                                                            | Sapporo       | HS100  | Maren Lundbyová      | Júki Itóová                 | Katharina Althausová          | 37. Barbora Blažková                     | [ 34 ] |
| 20. ledna 2017                                                            | Zaō           | HS106  | Júki Itóová          | Manuela Malsinerová         | Irina Avakumovová             | Češky nestartovaly                       | [ 35 ] |
| 21. ledna 2017                                                            | Zaō           | HS106  | Júki Itóová          | Sara Takanašiová            | Maren Lundbyová               | Češky nestartovaly                       | [ 36 ] |
| 28. ledna 2017                                                            | Râșnov        | HS100  | Maren Lundbyová      | Sara Takanašiová            | Júki Itóová                   | Češky nestartovaly                       | [ 37 ] |
| 29. ledna 2017                                                            | Râșnov        | HS100  | Sara Takanašiová     | Maren Lundbyová             | Daniela Iraschková-Stolzová   | Češky nestartovaly                       | [ 38 ] |
| 4. února 2017                                                             | Hinzenbach    | HS94   | Sara Takanašiová     | Katharina Althausová        | Carina Vogtová                | Češky nestartovaly                       | [ 39 ] |
| 5. února 2017                                                             | Hinzenbach    | HS94   | Sara Takanašiová     | Carina Vogtová              | Maren Lundbyová               | Češky nestartovaly                       | [ 40 ] |
| 11. února 2017                                                            | Ljubno        | HS95   | Maren Lundbyová      | Daniela Iraschková-Stolzová | Katharina Althausová          | Češky nestartovaly                       | [ 41 ] |
| 12. února 2017                                                            | Ljubno        | HS95   | Katharina Althausová | Carina Vogtová              | Svenja Würthová               | Češky nestartovaly                       | [ 42 ] |
| 15. února 2017                                                            | Pchjongčchang | HS109  | Júki Itóová          | Sara Takanašiová            | Ema Klinecová                 | Češky nestartovaly                       | [ 43 ] |
| 16. února 2017                                                            | Pchjongčchang | HS109  | Sara Takanašiová     | Júki Itóová                 | Maren Lundbyová               | Češky nestartovaly                       | [ 44 ] |
|                                                                           |               |        |                      |                             |                               |                                          |        |
| Mistrovství světa v klasickém lyžování 2017 Lahti (22. února — 5. března) |               |        |                      |                             |                               |                                          |        |
|                                                                           |               |        |                      |                             |                               |                                          |        |
| 10. března 2017                                                           | Oslo          | HS134  |                      |                             |                               |                                          |        |

## Pořadí Světového poháru
| Umístění |           |                     | Body    |
| -------- | --------- | ------------------- | ------- |
| 1.       | Polsko    | Kamil Stoch         | 1280 b. |
| 2.       | Rakousko  | Stefan Kraft        | 1220 b. |
| 3.       | Norsko    | Daniel-André Tande  | 1119 b. |
| 4.       | Slovinsko | Domen Prevc         | 899 b.  |
| 5.       | Polsko    | Maciej Kot          | 883 b.  |
| 6.       | Německo   | Andreas Wellinger   | 848 b.  |
| 7.       | Rakousko  | Michael Hayböck     | 671 b.  |
| 8.       | Rakousko  | Manuel Fettner      | 622 b.  |
| 9.       | Německo   | Markus Eisenbichler | 587 b.  |
| 10.      | Slovinsko | Peter Prevc         | 559 b.  |
|          |           |                     |         |
| 25.      | Česko     | Roman Koudelka      | 146 b.  |
| 31.      | Česko     | Vojtěch Štursa      | 88 b.   |
| 37.      | Česko     | Jakub Janda         | 78 b.   |
| 46.      | Česko     | Lukáš Hlava         | 26 b.   |
| 50.      | Česko     | Viktor Polášek      | 18 b.   |
| 50.      | Česko     | Tomáš Vančura       | 18 b.   |

| Umístění |           |                               | Body    |
| -------- | --------- | ----------------------------- | ------- |
| 1.       | Japonsko  | Sara Takanašiová              | 1375 b. |
| 2.       | Japonsko  | Júki Itóová                   | 1108 b. |
| 3.       | Norsko    | Maren Lundbyová               | 1049 b. |
| 4.       | Německo   | Katharina Althausová          | 726 b.  |
| 5.       | Rakousko  | Daniela Iraschková-Stolzová   | 717 b.  |
| 6.       | Německo   | Carina Vogtová                | 687 b.  |
| 7.       | Slovinsko | Ema Klinecová                 | 590 b.  |
| 8.       | Rusko     | Irina Avakumovová             | 531 b.  |
| 9.       | Rakousko  | Jacqueline Seifriedsbergerová | 499 b.  |
| 10.      | Německo   | Svenja Würthová               | 468 b.  |
|          |           |                               |         |
| 51.      | Česko     | Barbora Blažková              | 8 b.    |

## Pořadí národů
| Umístění |           |           | Body    |
| -------- | --------- | --------- | ------- |
| 1.       | Polsko    | Polsko    | 4383 b. |
| 2.       | Rakousko  | Rakousko  | 3949 b. |
| 3.       | Německo   | Německo   | 3931 b. |
| 4.       | Slovinsko | Slovinsko | 2740 b. |
| 5.       | Norsko    | Norsko    | 2675 b. |
| 6.       | Rusko     | Rusko     | 705 b.  |
| 7.       | Japonsko  | Japonsko  | 695 b.  |
| 8.       | Česko     | Česko     | 674 b.  |
| 9.       | Francie   | Francie   | 348 b.  |
| 10.      | Finsko    | Finsko    | 164 b.  |

| Umístění |                        |           | Body    |
| -------- | ---------------------- | --------- | ------- |
| 1.       | Japonsko               | Japonsko  | 3129 b. |
| 2.       | Německo                | Německo   | 2550 b. |
| 3.       | Slovinsko              | Slovinsko | 1580 b. |
| 4.       | Rakousko               | Rakousko  | 1574 b. |
| 5.       | Norsko                 | Norsko    | 1066 b. |
| 6.       | Rusko                  | Rusko     | 905 b.  |
| 7.       | Spojené státy americké | USA       | 729 b.  |
| 8.       | Itálie                 | Itálie    | 547 b.  |
| 9.       | Francie                | Francie   | 436 b.  |
| 10.      | Finsko                 | Finsko    | 211 b.  |
|          |                        |           |         |
| 13.      | Česko                  | Česko     | 8 b.    |